# Distelhermelijntje
Het distelhermelijntje (Myelois circumvoluta) (synoniem M. cribrella) is een nachtvlinder uit de familie Pyralidae, de snuitmotten. De spanwijdte van de vlinder bedraagt tussen de 27 en 33 millimeter. Door zijn uiterlijk wordt de soort wel verward met een stippelmot van de familie Yponomeutidae, maar hij is veel groter dan deze vlindertjes. De soort overwintert als bijna volgroeide rups.

## Waardplant
Het distelhermelijntje heeft distels, vederdistels, wegdistels en grote klit als waardplanten.

## Voorkomen in Nederland en België
Het distelhermelijntje is in Nederland en in België een vrij algemene soort. De soort kent één generatie die vliegt van eind mei tot en met juli.